# 미노와정
미노와정(일본어: 箕輪町 미노와마치[*])은 일본 나가노현 남부 가미이나군의 정이다.

## 지리
이나 골짜기 북부, 덴류강의 하안단구상에 동서로 펼쳐져 있다. 동서 경계는 각각 이나 산지 북단, 기소산맥 북단에 막혀 있어 교통의 흐름은 남북 방향이 주체이다. 덴류강 서쪽의 단구면에서 주오 자동차도를 따라 니시덴류 간선수로가 지난다. 이 용수의 동쪽(저지 측)은 논이고 서쪽(고지 측)은 밭으로 과수원과 경작지가 분명히 나뉜다.

## 역사
- 1889년 4월 1일 - 시정촌제 시행과 함께 미노와촌이 성립하였다.
- 1955년 1월 1일 - 나카미노와정, 미노와촌, 히가시미노와촌이 합병해 미노와정이 탄생하였다.

## 인구
| 연도 | 인구   | ±%     |
| ---- | ------ | ------ |
| 1940 | 14,161 | —      |
| 1950 | 19,134 | +35.1% |
| 1960 | 17,485 | −8.6%  |
| 1970 | 16,744 | −4.2%  |
| 1980 | 19,729 | +17.8% |
| 1990 | 22,651 | +14.8% |
| 2000 | 25,661 | +13.3% |
| 2010 | 26,221 | +2.2%  |

## 교통

### 철도
- 도카이 여객철도 이다선

### 도로
- 주오 자동차도
- 국도 153호선